# Живов, Юрий Викторович
Ю́рий Ви́кторович Жи́вов (9 мая 1958, Москва, СССР — 22 августа 2019, Москва, Россия) — советский и российский синхронный переводчик иностранных фильмов, а также исполнитель закадрового перевода. С начала девяностых годов являлся одним из самых известных и популярных переводчиков фильмов.

## Биография
Юрий Живов родился 9 мая 1958 года в Москве. Окончил школу в Праге, где работал его отец. В 1975 году поступил в МГПИИЯ имени Мориса Тореза и получил там образование переводчика-синхрониста. Владел немецким, английским и шведским языками.
Проходил стажировку в ГДР и работал в общественной экологической организации при ООН ЮНЕП (до 1993 года).
В 1987 году решил заниматься авторскими переводами фильмов.
В 1993 году стал переводить кинокартины на видеокассеты VHS. Начинал с фильмов из серии «Любовник леди Чаттерлей», «Вой» и «Исповедь чистильщика окон», а также мультсериалов «Том и Джерри», «Чип и Дейл спешат на помощь» и т. д.
За всю жизнь Живов перевёл более 1 300 фильмов.
18 мая 2019 года, за три месяца до своей смерти, был приглашён на стадион «Самара Арена», где объявлял составы команд «Крылья Советов» и «Спартак» на матч Чемпионата России по футболу.

### Смерть
22 августа 2019 года Юрий Живов скончался в Москве на 62-м году жизни из-за болезни почек. О его смерти сообщили его брат Андрей Пехота, переводчик кинофильмов Андрей Дольский, телеканалы «РЕН ТВ» и «360°». 25 августа Живов был похоронен на Хованском кладбище.

### Семья
Юрий Живов никогда Не был женат и не имел детей.